# Samuel Singer
Samuel Singer (geboren 12. Juli 1860 in Wien; gestorben 5. Dezember 1948 in Bern) war ein Schweizer Germanist österreichischer Herkunft mit Forschungsschwerpunkt Mediävistik. Grundlegendes leistete er auch im Gebiet der Märchen- und Sagenforschung, und seine Sammlung mittelalterlicher Sprichwörter mündete Jahrzehnte später in den 13-bändigen Thesaurus proverbiorum medii aevi.

## Leben
Singer, Sohn des Kaufmanns Adolf Singer und der Regine geborener Frankfurter, besuchte 1869–1877 das Akademische Gymnasium in Wien und studierte 1877–1884 an der heimatlichen Universität Rechtswissenschaft, Philosophie, Geschichtswissenschaft und Nationalökonomie, ab 1883 auch die Fächer Germanistik, Romanistik und Anglistik. 1881/82 legte er die juristische Staatsprüfung in Wien ab. 1884 promovierte er (ohne Dissertation) bei Wilhelm Erich Wahlberg in Jura, 1885 bei Richard Heinzel mit einer Arbeit über Bruchstücke eines Wörterbuchs der germanischen Sprachen in deutscher Philologie. Anschliessend erstellte er am Goethe-Institut in Weimar den kritischen Apparat zur Edition von Goethes Ungleichen Hausgenossen; 1886/87 war er Gasthörer in Leipzig, 1887/88 in Berlin. Wegen seiner jüdischen Herkunft sah er wenig Möglichkeiten für eine wissenschaftliche Laufbahn in Österreich und emigrierte deshalb in die Schweiz, wo er sich 1891 (ohne Habilitationsschrift) an der Universität Bern in germanischer Philologie und deutscher Sprache und Literatur habilitierte.
In Bern wirkte Singer zuerst als Privatdozent und lehrte ab 1896 als ausserordentlicher, ab 1904 als ordentlicher Professor Vergleichende Literaturgeschichte und Sagenkunde. 1910 wurde er ebenda Ordinarius für Deutsche Philologie und Literatur des Mittelalters. Von 1907 bis zu seiner Emeritierung 1930 amtete Singer auch als Direktor der Altdeutschen Abteilung des germanistischen Seminars in Bern, 1913 und 1914 zudem als Dekan der Philosophisch-historischen Fakultät.
1921 erhielt er das Schweizer Bürgerrecht und gab damit die österreichische Staatsbürgerschaft auf.

## Schaffen
Einen Schwerpunkt von Singers Forschungen bildete die deutschsprachige (auch schweizerische) Literatur des Mittelalter. Seine breiten Kenntnisse und Interessen, die auch rechtshistorische und volkskundliche Fragestellungen umfassten, ermöglichten eine «komparatistische Einbettung» seiner Studien. Grosse Verdienste erwarb er sich auch in der Märchenforschung sowie mit mehreren Studien über Wolfram von Eschenbach. Im Weiteren wirkte er als Herausgeber und Vermittler mittelhochdeutscher Literatur.
Seine Sammlung mittelalterlicher Sprichwörter bildete die Grundlage für den erst ab 1995 publizierten Thesaurus proverbiorum medii aevi, der nach Singers Konzeption nicht lediglich ein blosses Nachschlagewerk ist. Vielmehr galt ihm die Einheitlichkeit der mittelalterlichen Geisteswelt, «auf die gleiche christliche Religion gegründet, durch die gleiche lateinische Sprache und Bildung überbaut, an die antike Humanität angeschlossen», als beispielhaft für die Überwindung nationalistischer Beschränktheit.
Singer war Gründungsmitglied, später Vorstandsmitglied, zeitweilig Vizepräsident und schliesslich Präsident der Schweizerischen Gesellschaft für Volkskunde sowie Mitglied der Gesellschaft für deutsche Sprache und Literatur in Zürich.
Sein Nachlass befindet sich in der Burgerbibliothek Bern.

## Werke (Auswahl)
Eine ausführliche Zusammenstellung von Samuel Singers Werken enthält das Lexikon deutsch-jüdischer Autoren, Band 19, S. 271–279, ein vollständiges, von Marta Marti zusammengestelltes Schriftenverzeichnis für die Zeit 1884–1930 die Festgabe für Samuel Singer, 1930, S. 204–217.
Schriften
- Sagengeschichtliche Parallelen aus dem babylonischen Talmud. In: Zeitschrift des Vereins für Volkskunde 2, 1892, S. 293–301.
- Apollonius von Tyrus. Untersuchungen über das Fortleben des antiken Romans in spätern Zeiten. Halle a. S. 1895, Nachdruck Hildesheim / New York 1974.
- Schweizer Märchen. Anfang eines Kommentars zu der veröffentlichten Schweizer Märchenliteratur. 2 Hefte, Bern 1903–1906, Nachdruck Berlin 1971.
- Wolframs Stil und der Stoff des Parzival. Wien 1916 (Kaiserliche Akademie der Wissenschaften in Wien – Philosophisch-historische Klasse. Sitzungsberichte, 180. Band, 4. Abhandlung).
- Literaturgeschichte der deutschen Schweiz im Mittelalter. Ein Vortrag mit anschliessenden Ausführungen und Erläuterungen. Bern 1916, Nachdruck Nendeln 1970.
- Wolframs Willehalm. Bern 1918.
- Die Dichterschule von St. Gallen. Frauenfeld/Leipzig 1922 (Die Schweiz im deutschen Geistesleben 5).
- Schweizerdeutsch. Frauenfeld/Leipzig 1928 (Die Schweiz im deutschen Geistesleben 28).
- Die mittelalterliche Literatur der deutschen Schweiz. Frauenfeld/Leipzig 1930 (Die Schweiz im deutschen Geistesleben 66/67).
- Die religiöse Literatur des Mittelalters (Das Nachleben der Psalmen). Bern 1933 (Neujahrsblatt der Literarischen Gesellschaft Bern N. F. 10).
- Germanisch-romanisches Mittelalter. Aufsätze und Vorträge. Zürich/Leipzig 1935.
- Sprichwörter des Mittelalters von den Anfängen bis ins 14. Jahrhundert. 3 Bände, 1944–1947.
- Neue Parzival-Studien. Zürich/Leipzig 1937.
- Wolfram und der Gral. Neue Parzival-Studien. Bern 1939 (Schriften der Literarischen Gesellschaft Bern N. F. 11).
- [Begründung von:] Thesaurus proverbiorum medii aevi. Lexikon der Sprichwörter des romanisch-germanischen Mittelalters. Hrsg. vom Kuratorium Singer der Schweiz. 13 Bände. De Gruyter, Berlin 1995–2002.

Editionen und Bearbeitungen
- Willehalm. Ein Rittergedicht aus der zweiten Hälfte des 13. Jahrhunderts von Meister Ulrich von dem Türlin. Prag 1893 (Bibliothek der mittelhochdeutschen Litteratur in Böhmen IV).
- [zusammen mit Albert Bachmann:] Deutsche Volksbücher aus einer Zürcher Handschrift des 15. Jahrhunderts. Tübingen 1889 (Bibliothek des Litterarischen Vereins in Stuttgart CLXXXV).
- Heinrich’s von Neustadt «Apollonius von Tyrland» nach der Gothaer Handschrift, «Gottes Zukunft» und «Visio Philiberti» nach der Heidelberger Handschrift. Berlin 1906 (Deutsche Texte des Mittelalters VII), Nachdruck Dublin/Zürich 1967.
- Beiträge zur Kenntnis des berndeutschen Verbums. In: Zeitschrift für hochdeutsche Mundarten 2 (1901), S. 13–25 [Goldbach im Emmenthal sowie Stadt Bern und Umgebung, von H. Haldimann, F. Balsiger und H. Wäber]; ebd. S. 226–36 [St. Stephan im Simmenthal, von H. Zahler]; 6 (1905), S. 65–83 [Herzogenbuchsee im Oberaargau, von Friedrich Born].
- [zusammen mit Johannes Jegerlehner:] Sagen und Märchen aus dem Oberwallis. Aus dem Volksmunde gesammelt. Basel/Strassburg 1913 (Schriften der Schweizerischen Gesellschaft für Volkskunde 9).
- Der Tannhäuser. Tübingen 1922.
- [unter Mitarbeit von Marga Bauer und Gertrud Sattler:] Mittelhochdeutsches Lesebuch. Texte des vierzehnten Jahrhunderts. Bern 1945.

Mitarbeit an Handwörterbüchern
- Allgemeine Deutsche Biographie, Artikel Heinrich von dem Türlin; Ulrich von dem Türlin.
- Historisch-Biographisches Lexikon der Schweiz, Artikel Hartmann von Aue; Dietrich von Bern.
- Handwörterbuch des deutschen Aberglaubens, Artikel Bilwis; Eckart; Else; England; Erec; ewiger Fuhrmann.
- Handwörterbuch des deutschen Märchens, Artikel Aschenputtel; Fürchtenlernen.
- Verfasserlexikon – Die deutsche Literatur des Mittelalters, Artikel Albrecht von Rapperswil; Eberhard von Sax; Gliers; Göli; Johannes Hadlaub; Heinrich von Neustadt; Heinrich von Sax; Johann von Rinkenberg; Kraft von Toggenburg.

Herausgeberschaft
- [zusammen mit Harry Maync, später auch Fritz Strich:] Reihe Sprache und Dichtung. Forschung zur Linguistik und Sprachwissenschaft 1 (1910) – 72 (1948).

## Ehrungen
- Festgabe für Samuel Singer, überreicht zum 12. Juli 1930 von Freunden und Schülern. Unter Mitwirkung von Gustav Keller und Marta Marti hrsg. von Harry Maync. Tübingen 1930.
- Corona. Studies in Celebration of the Eightieth Birthday of Samuel Singer prof. Emeritus, University of Berne, Switzerland. Hrsg. von Arno Schirokauer und Wolfgang Paulsen. Durham, North Carolina, 1941.